# Силабус (освіта)
Силабус — навчальна програма дисципліни, яка включає в себе опис навчальної дисципліни, мету та завдання, змістовні модулі та найменування тем занять, тривалість кожного заняття, завдання до самостійної роботи, час консультацій, вимоги викладача, критерії оцінки, список використаної літератури.
По суті, силабус — це персоніфікована програма викладача для навчання студентів з кожного предмета, що оновлюється на початок кожного навчального року.
Розробляється силабус на засадах освітньо-кваліфікаційної характеристики, освітньо-професійної програми підготовки фахівця того чи іншого рівня та відповідного навчального і робочого навчального планів, з врахуванням логічної моделі викладання дисципліни.
Силабус — аналог НМКД[джерело?].